# Rodelillo Airport
Rodelillo Airport är en flygplats i Chile.   Den ligger i provinsen Provincia de Valparaíso och regionen Región de Valparaíso, i den södra delen av landet, 90 km nordväst om huvudstaden Santiago de Chile. Rodelillo Airport ligger 336 meter över havet.
Terrängen runt Rodelillo Airport är kuperad åt nordväst, men åt sydost är den platt. Runt Rodelillo Airport är det tätbefolkat, med 570 invånare per kvadratkilometer.. Närmaste större samhälle är Viña del Mar, 4,9 km norr om Rodelillo Airport. 
Runt Rodelillo Airport är det i huvudsak tätbebyggt.